# یوسف مازیز
یوسف مازیز (انگلیسی: Youssef Maziz؛ زادهٔ ۲۴ ژوئن ۱۹۹۸) بازیکن فوتبال اهل فرانسه است.
از باشگاه‌هایی که در آن بازی کرده‌است می‌توان به باشگاه فوتبال متس اشاره کرد.
وی همچنین در تیم ملی فوتبال France U16 بازی کرده‌است.